# Niederraden (Oberraden)
Niederraden ist ein Ortsteil der Ortsgemeinde Oberraden im Landkreis Neuwied in Rheinland-Pfalz. Der Ort war bis zum 17. März 1974 eine eigenständige Gemeinde und gehört heute der Verbandsgemeinde Rengsdorf-Waldbreitbach an.

## Lage
Niederraden liegt im Naturpark Rhein-Westerwald, etwa 13 Kilometer nordnordöstlich der Stadt Neuwied und 17 Kilometer südwestlich von Altenkirchen (Westerwald). Die Gemarkung von Niederraden grenzt im Norden an Oberraden, im Osten an Urbach-Überdorf, sowie im Süden und Westen an Jahrsfeld. Östlich und südlich von Niederraden liegt der Forst Wied. Auf der Gemarkung von Niederraden fließt zudem der Oberrader Bach in den Aubach.
Niederraden liegt an der Kreisstraße 101 und ist etwa 1,5 Kilometer von der Bundesstraße 256 entfernt. Die Bundesautobahn 3, Anschlussstelle Neuwied, ist etwa drei Kilometer entfernt.

## Geschichte
Das Dorf Niederraden geht aus einer Rodungssiedlung hervor, die im Jahr 1149 mit der Bezeichnung Adenhain in einer Bestätigungsurkunde des Papstes Eugen III. als Eigentum der Abtei Maria Laach erstmals urkundlich erwähnt wurde. Mit einer Urkunde von 19. Juni 1321 wurde Niederraden auf die Abtei Rommersdorf übertragen. Während der Reformation wurde das Dorf von der Grafschaft Wied in ihren Besitz genommen, die Bewohner des Ortes mussten 1546 auf Geheiß des Grafen Johann IV. zu Wied zum protestantischen Glauben übertreten. Niederraden wurde eines von neun Dörfern des Kirchspiels Honnefeld. Am 31. August 1595 kamen Ober- und Niederraden zur niederen Grafschaft Wied mit Sitz in Altwied.
Niederraden war vor allem durch Landwirtschaft und Viehzucht geprägt. Durch die 1664 eingeführte Höfeordnung kamen die Grafen zu Wied in den Besitz aller Landgüter innerhalb Niederradens. 1806 kam die Grafschaft Wied an das Herzogtum Nassau, wo Niederraden zum Amt Heddesdorf im Regierungsbezirk Ehrenbreitstein gehörte. Aufgrund der auf dem Wiener Kongress im Jahr 1815 getroffenen Vereinbarungen wurde Niederraden an das Königreich Preußen abgetreten. Das Dorf gehörte dort zur Bürgermeisterei Anhausen im Kreis Neuwied im Regierungsbezirk Koblenz. Dieser wurde 1822 Teil der neu gegründeten Rheinprovinz. 1856 wurde der Betrieb der Schule in Niederraden aufgrund der geringen Anzahl an Schulkindern eingestellt, die Kinder des Ortes besuchten fortan die Schule in Oberraden.
Nach dem Zweiten Weltkrieg gehörte Niederraden dem rheinland-pfälzischen Amt Rengsdorf. 1968 entstand aus diesem Amt die Verbandsgemeinde Rengsdorf. Im Rahmen der mit Wirkung vom 17. März 1974 ausgeführten Gebietsreform in Rheinland-Pfalz wurde die Gemeinde Niederraden nach Oberraden eingemeindet. Letzter Ortsbürgermeister war Christian Hachenburg. 1987 zählte Niederraden 187 Einwohner. Seit dem 1. Januar 2018 gehört Niederraden der Verbandsgemeinde Rengsdorf-Waldbreitbach an.